# Reinoud van Châtillon
Reinoud van Chatillon (ook wel Reynauld) was heer van Châtillon (gelegen in het graafschap Champagne) en vorst van Antiochië (?, ca. 1125 - Slag bij Hattin, 4 juli 1187). Hij was jongere zoon uit een familie van de lagere adel, en ging met de Tweede Kruistocht (1145) naar het Heilige land om zijn geluk en fortuin te zoeken. Het blijft historisch gezien een mysterie waarom Constantia I van Antiochië, die sociaal een veel hogere positie had, met hem trouwt in 1153. Constantia had in 1149 haar eerste man verloren, Raymond van Poitiers, en om Antiochië te versterken wilde ze hertrouwen. Na zestien jaar van gevangenschap in Aleppo, trouwde Reinoud een tweede maal, nu met Stephanie van Milly en werd heer van Oultrejordain.

## Plundertochten

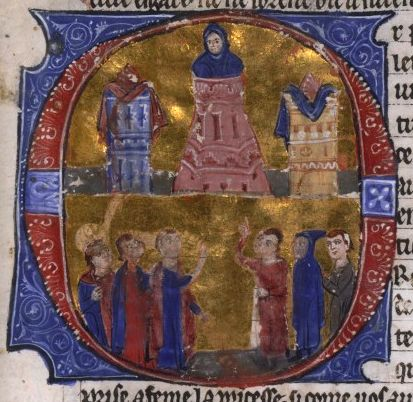
Reinoud (beneden) sluit de patriarch op in de stadstoren

Een van zijn eerste daden was het opzij zetten van de Grieks patriarch van Antiochië, Amalrik van Limoges, die de bestuurszaken op zich had genomen na de dood van Constantia's eerste echtgenoot. Na wreed mishandeld te zijn, vluchtte Amalrik naar het hof van keizer Manuel I van Byzantium. Rond 1154 sluit Reinoud een alliantie met de Armeense prins Thoros II, en samen plunderen en verwoesten ze in de loop van 1156 het eiland Cyprus, met de bedoeling om de Byzantijnse keizer te provoceren. Het was een van de grootste bloedbaden van de 12de eeuw, en het leverde Reinoud een hatelijke reputatie op, omdat hij al tot tweemaal toe mensen van zijn eigen geloof hardhandig aanpakte. Manuel was woedend, maar kwam door andere prioriteiten, niet onmiddellijk tussenbeide. Reinoud keerde naar Antiochië terug en verdedigde de hoofdstad tegen de aanvallen van de moslimleider Nur ad-Din. Het is nooit tot een treffen gekomen tussen de kruisvaarders en Manuel. Door bemiddeling tussen Boudewijn III van Jeruzalem en de keizer, koos Reinoud voor onderdanigheid. In 1159 ging hij met een steen rond zijn nek op zijn knieën voor de keizer. Dat gebeurde in Mamistra. De vernederde Reinoud moest daarop de keizer in Antiochië als zijn heer en meester binnenlaten in een grote show, waarin Manuels macht op alle mogelijke manieren werd opgehemeld.

## Gevangenschap en wederopkomst
In 1160 werd Reinoud gevangengenomen door Nur ad-Din en zou 16 jaar lang in de kerkers van Aleppo zitten. De moslimheerser vroeg een uitzonderlijk hoog losgeld van 120.000 gouden dinar, en men vraagt zich nu nog altijd af waarom Reinoud zo belangrijk was in de ogen van de moslims. Het is pas na de dood van Nur ad-Din dat hij vrijgelaten wordt en terugkeert naar Jeruzalem. Intussen was Constantia overleden, en hertrouwde hij met Stephanie van Milly, waardoor hij heer werd van de Krak van Moab, een van de meest indrukwekkende militaire forten in het gebied ten Oosten van de Dode Zee (het huidige Kerak). Het kasteel had echter het nadeel om dwars op een doorgangsroute voor de moslims te liggen. De dood van Nur ad-Din betekende echter de opkomst van Saladin, de gesel van de Christenen. In november 1177 overwinnen de christenen hem nog onder leiderschap van Reinoud in de Slag bij Montgisard. Saladin kan maar in extremis aan de dood ontsnappen, en men vergeet maar al te vaak dat dit een briljante prestatie van Reinoud was (zie "Het boek van de Twee Tuinen" van Baha ad-Din). Enkele jaren later, rond 1182, richt hij zijn aanvallen van op zee op de bedevaarders naar Mekka en Medina. De kapersvloot die hij op de Rode Zee te water liet werd uiteindelijk onderdrukt, maar had als blijvend gevolg de sluiting van de Rode Zee voor niet-moslims. Ook moslimkaravanen die in de buurt van het kasteel kwamen, werden vaak overvallen. Bij een van deze aanvallen werd Saladin's zuster gevangengenomen. Deze schennis zou Saladin hebben doen beloven om Reinoud te doden, als die ooit in zijn handen viel. Hij belegerde het kasteel tot tweemaal toe (zie Beleg van Kerak), maar slaagde er niet in het fort in te nemen.

## Slag bij Hattin
Intussen deden er zich opvolgingsproblemen voor in Jeruzalem. Na de dood van de jonge Boudewijn V van Jeruzalem, waren de kruisvaarders verdeeld in twee kampen. Reinoud ondersteunde Sibylla van Jeruzalem, de echtgenote van Guy van Lusignan, en het is ook Sibylla die tot koningin van Jeruzalem gekroond werd in 1186. Wederom trok Reinoud zich niets aan van een vierjarige wapenstilstand die Raymond III van Tripoli als regent voor Boudewijn V had gesloten met Saladin. Eind 1186 trok een grote karavaan uit Caïro door het gebied van Reinoud. Omdat deze zich beschermd dachten door de wapenstilstand hadden ze slechts een kleine verdediging meegenomen. Reinoud overviel de karavaan, en nam de handelaren mee naar Kerak. De woedende Saladin hield zich nog altijd aan het verdrag en verzocht Guy om vrijlating van de handelaren en een vergoeding van de verliezen. Guy beval Reinoud te doen wat Saladin verzocht, maar Reinoud sloeg het bevel in de wind. Saladin had nu geen reden meer om zich aan de wapenstilstand te houden.

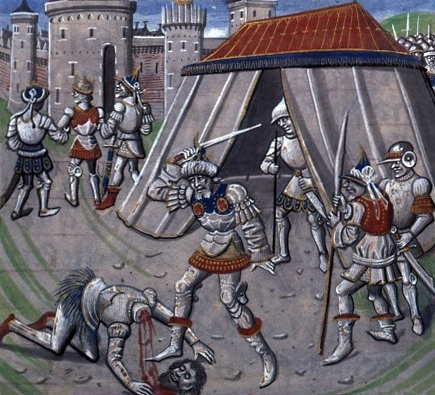
Saladin onthoofdt Reinoud buiten zijn tent

De tegenstander van Guy, Raymond, die Isabella van Jeruzalem ondersteunde, riep de hulp in van Saladin. Anderen, zoals Reinouds stiefzoon, Bohemund III van Antiochië verzekerden Saladin dat ze zich aan het verdrag wilden houden. Saladin kon zich natuurlijk geen betere kans inbeelden om Jeruzalem in te nemen, en vestigde zich in Tiberias, dat aan Raymond toebehoorde. Reinoud werd gevangengenomen door Saladin na de befaamde Slag bij Hattin (4 juli 1187), samen met Guy van Lusignan. In die slag werd het christenleger volledig in de pan gehakt en kort daarop viel Jeruzalem in handen van de moslims. Saladin was Reinouds daden niet vergeten, en onthoofdde hem met zijn eigen zwaard dezelfde dag nog.
Het beeld dat van Reinoud naar voren komt is lang niet altijd positief. Wel kan gezegd worden dat hij een uitstekende en trouwe ridder was. Willem van Tyrus, die zelf tot de clerus behoorde en de belangrijkste historische bron is met betrekking tot Reinoud, was niet bepaald een groot bewonderaar van hem.

## Reinoud in fictie
In de film Kingdom of Heaven wordt de rol van Reinoud gespeeld door Brendan Gleeson.